# Luis Zayas
Luis Enrique Zayas (ur. 7 czerwca 1997 w Santiago de Cuba) – kubański lekkoatleta specjalizujący się w skoku wzwyż.

## Kariera
Srebrny medalista mistrzostw panamerykańskich juniorów w Edmonton (2015). Rok później zdobył złoto mistrzostw świata juniorów w Bydgoszczy. Zdobył dwa złote medale igrzysk panamerykańskich w 2019 i 2023 roku.
Rekord życiowy: stadion – 2,33 m (22 sierpnia 2023, Budapeszt); hala – 2,33 m (11 lutego 2020, Bańska Bystrzyca).

## Osiągnięcia
| Rok  | Impreza                               | Miejsce      | Lokata            | Wynik |
| ---- | ------------------------------------- | ------------ | ----------------- | ----- |
| 2013 | Mistrzostwa panamerykańskie juniorów  | Medellín     | 9. miejsce        | 2,05  |
| 2015 | Mistrzostwa panamerykańskie juniorów  | Edmonton     | 2. miejsce        | 2,16  |
| 2016 | Mistrzostwa świata juniorów           | Bydgoszcz    | 1. miejsce        | 2,27  |
| 2019 | Igrzyska panamerykańskie              | Lima         | 1. miejsce        | 2,30  |
| 2019 | Mistrzostwa świata                    | Doha         | 5. miejsce        | 2,30  |
| 2021 | Igrzyska olimpijskie                  | Tokio        | el. – 26. miejsce | 2,17  |
| 2022 | Mistrzostwa świata                    | Eugene       | 6. miejsce        | 2,27  |
| 2022 | Mistrzostwa NACAC                     | Freeport     | 1. miejsce        | 2,25  |
| 2023 | Igrzyska Ameryki Środkowej i Karaibów | San Salvador | 2. miejsce        | 2,25  |
| 2023 | Mistrzostwa świata                    | Budapeszt    | 4. miejsce        | 2,33  |
| 2023 | Igrzyska panamerykańskie              | Santiago     | 1. miejsce        | 2,27  |
| 2024 | Igrzyska olimpijskie                  | Paryż        | el. – 14. miejsce | 2,24  |